# Ekenrooi
Ekenrooi is een woonwijk in het kerkdorp Aalst in de gemeente Waalre. In Ekenrooi bevindt zich het buurtcentrum De Pracht.
Tot aan het begin van de 20e eeuw bestond Ekenrooi slechts uit een gehucht genaamd Eekenrode. In de jaren dertig werd de Philipswijk gebouwd door de Philips woningbouwvereniging.
Dorpen: Aalst · Waalre-dorp

Buurtschappen en gehuchten: Achtereind · Ekenrooi · Heikant · Heuvel · Loon · Timmereind

Noord-Brabant: Steden en dorpen      Nederland: Provincies · Gemeenten